# Honda Civic Si
El Honda Civic Si es un modelo con unas especificaciones más deportivas del Civic de Honda. El acabado deportivo Si (acrónimo de Sport Injected) se introdujo en la tercera generación del Honda Civic, tanto en Japón como en América del Norte. En Canadá, este acabado se conoce como el SiR en la sexta y séptima generación y es equivalente al acabado Si de modelo EX del mercado estadounidense.
Para los mercados de Japón (desde 1996) y Europa (desde 2001), se creó el acabado Type-R como la opción más deportiva y de mayor rendimiento del Civic, empezando por el modelo EK9 Hatchback para Japón en 1996 y luego con el modelo EP3 Hatchback para Europa en 2001.
El Civic Si se distingue del Type R por no ser un modelo tan espartano (menor equipamiento, mejores prestaciones para competir) y tratarse de un modelo menos orientado para competir, tiene una amortiguación más cómoda, esta mejor insonorizado y ofrece comodidades a cambio de un rendimiento inferior. En definitiva, el Si se ha posicionado más como un modelo de apariencia deportiva con la comodidad de un vehículo para diario, que ofrece opciones de lujo como un techo corredizo y un sistema de audio de siete altavoces.

## Primera generación (1984-1987)

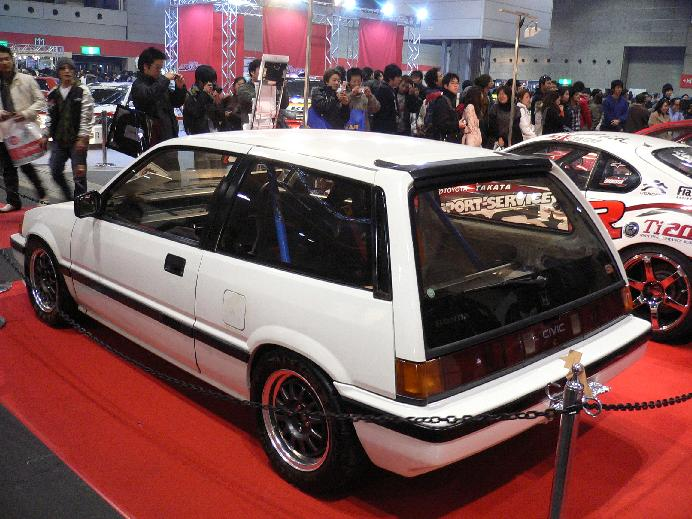
Honda Civic Si '87

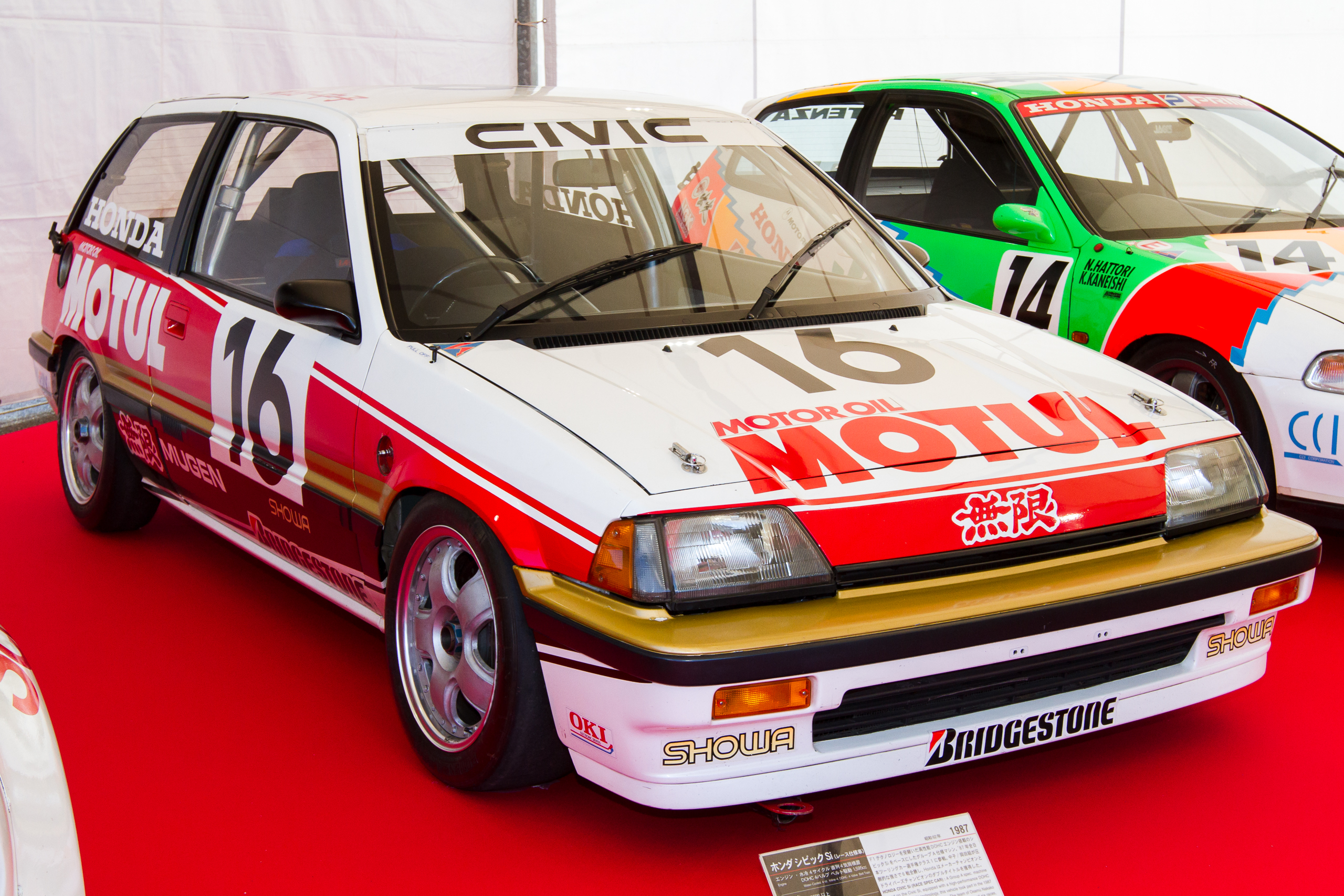
Honda Civic E-AT Mugen Motul

Honda lanzó por primera vez el modelo Si en Japón con la tercera generación (chasis AT) en noviembre de 1984. Estaba disponible en carrocería hatchback, con suspensión mejorada y un motor de 1,600cc y 16 válvulas denominado ZC. Estética se distinguía del modelo normal por una ligera protuberancia en el capó, ya que el motor DOHC lo golpeaba.
El modelo se vendió exclusivamente en Japón, aunque se realizaron importaciones a Nueva Zelanda y Australia en 1987. También salió una variante sedán de cuatro puertas en Japón, modelo raro de encontrar. En los Estados Unidos, un Civic "S" con un acabado y motor de rendimiento inferior, un 1.5 L SOHC de inyección denominado EW3 con 91cv. En Europa salió un modelo similar llamado Civic GTi, con un motor 1.5i de 12 válvulas SOHC y rendía 91cv a 5.500 rpm.
En 1986 se añadieron mejoras que incluían techo solar de cristal desmontable, una caja de cambios manual de cinco velocidades, volante deportivo, un panel de la luz trasera en el techo, paragolpes modificado y un alerón trasero de techo. El motor nombrado ZC1 en Japón (o llamado D16A1 en Europa), rendía una potencia de 118cv, con una aceleración de 0-100 km/h en 8,9 segundos y capaz de alcanzar los 196km/h.

### Competición
Los motores D16A1 y ZC1 gozaban de una gran reputación en la época, ya que no era muy habitual ofrecer un compacto de las características del civic Si con 100 CV, por eso en Japón a día de hoy aún son considerados "objeto de culto" dentro de la serie D. El Modelo Si Japonés (modelo E-AT) con motor ZC fue utilizado por el preparador Mugen Motorsports para la preparación de su E-AT MUGEN MOTUL, incrementando su potencia hasta los 225 CV. No se trata de un vehículo muy conocido en el ámbito de la competición debido a la antigüedad, no obstante si que se trata de un vehículo muy característico y fácil de reconocer por su aparición en el videojuego Gran Turismo 4.

## Honda Civic Si 1988-1991

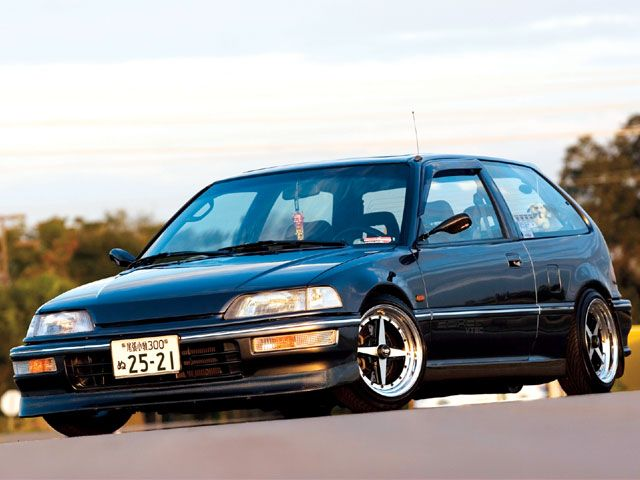
Civic EF9 SiR modificado

Este modelo fue lanzado en 1988. Originalmente montaba una mecánica D16A6 igual a la de la generación anterior. Con un peso de 1035 kg, tenía una aceleración de fábrica de 0–100 km/h de 8.1 segundos y capaz de recorrer un cuarto de milla (400m) en 16.2 segundos a una velocidad de meta de 132km/h.
Comparándolo con la generación anterior, el Civic Si un modelo más ágil en paso por curva, debido a suspensiones de doble horquilla en las cuatro ruedas y menor resistencia al viento gracias a una carrocería más ligera. Al igual que con todos los otros modelos, el Civic Si recibió una ligera mejora visual en 1990, destacando nuevos paragolpes y luces traseras.

### SiR VTEC
El modelo SiR (lanzado a nivel mundial) fue el tope de gama del civic de cuarta generación. Este modelo iba equipado con un motor B16A, la primera mecánica B series de honda para el mercado, con el novedoso sistema de distribución de válvulas variable llamada VTEC. Esta mecánica era una unidad de 1.6L que rendía 158cv(118kW) a 7600rpm con doble árbol de levas en cabeza (DOHC).
Al proporcionar dos perfiles diferentes en el árbol de levas (uno para el ahorro de combustible y uno para el rendimiento) los motores VTEC establecieron un precedente en los motores atmosféricos de altas revoluciones para las variantes de rendimiento futuro del Honda Civic.
Entre sus rasgos más característicos frente al modelo estándar, tenía un peso más ligero, contaba con suspensión independiente y un motor de gran potencia. El coche fue bien recibido a nivel mundial, recibiendo "Golden Steering Wheel Award" en el diario alemán Bild am Sonntag, y se clasificó primero en la encuesta de la revista l'Automobile francesa de 1989, sobre la calidad y la fiabilidad de coches de producción de final de la década. Este modelo se ofrecía con una caja manual de cinco velocidades, no obstante el Civic SiR también recibió una versión con caja automática pero una potencia algo inferior (utilizando la misma mecánica) a la que generaba el modelo manual.

## Tercera generación (1996-2000)
El civic Si se utilizó en los modelos de Civic comprendidos en los años 1999—2000 la cual se denominan em1 acompañados con un motor b16a2 versión mejoras.
dicho motor en versiones exr y SIR con motores d16 y b16, familia VTEC, SOCH V-TEC 1 Árbol de leva para D series DOCH V-TEC 2 árboles de levas para B series, exr (130 HP) SIR (160 HP).

## Cuarta generación (2006-2011)
El Si fue del año modelo 2006 junto con todos los modelos del Civic, sufrió grandes cambios respecto a la generación anterior. Esta generación de Si comenzó a equipar los motores de serie K. Llevaba montado un motor de 2.0 litros K20Z3 con tecnología i-VTEC capaz de rendir una potencia de 197 hp (147 kW; 200 PS) y un par de 139 lbf·ft (188 N·m) accionado por una transmisión de 6 velocidades manual con un diferencial de desplazamiento limitado helicoidal. Respecto a la suspensión, los muelles son un 40% más rígidos que los de la amortiguación y barras estabilizadoras más rígidas que el modelo estándar. También es el Civic Si más rápido, con un tiempo de aceleración 0-100 de fábrica de 6,7 segundos. Las características estándar incluyen un techo corredizo, sistema de audio con siete altavoces y 350 vatios y llantas de aleación de 17 pulgadas con neumáticos 215/45R17 Michelin.
En Canadá, el Acura CSX Type-S (mismo chasis que el civic de octava generación japonés) fue lanzado en 2007, tomando prestado el motor y la transmisión desde el Civic Si, pero ofrecía opciones adicionales de lujo como asientos de cuero. Las características del CSX eran paragolpes delantero y trasero similares al Civic japonés, pero con ligeras diferencias: El CSX tiene un pliegue a lo largo del centro del capó y el parachoques delantero, mientras que el japonés no.
Los cambios en el modelo 2007 para el Civic Si incluyen los emblemas y vinilos de Si para sedanes, control de estabilidad VSA (no disponible en los modelos canadienses salvo 2010 y 2011), llantas de color plata-oscuro, calandra pintada en el color de la carrocería, un alerón trasero, cuadro de instrumentación en color rojo/negro en el y emblemas Si bordados en los cabeceros delanteros. El precio de lanzamiento del Si Cupé aumentó en 800$, quedando el precio recomendado de venta en 21,090$.
Para el modelo del 2008, el Civic recibió pequeños retoques que incluyen ruedas aún más oscuras que en el modelo de 2007 y una nueva palanca de cambio con costuras rojas. Entre los cambios mecánicos se incluyen un nuevo sistema de monitoreo de presión de neumáticos, un nuevo brazo superior trasero que disminuye la cantidad de camber trasero, y muelles de suspensión más cortos para el cupé. Este fue también el primer año en venderse el Civic Si Sedan en Canadá.

### Colores
La lista de colores disponibles para el Civic Si eran: Fiji Blue Pearl (sustituido por Dyno Blue Pearl en 2009), Habanero Red Pearl (sustituido por Redline Orange Pearl en 2009), Galaxy Grey Metallic (sustituido por Polished Metal Metallic en 2009), Nighthawk Black pearl (sustituido por Crystal Black Pearl en 2009), Rallye Red, Taffeta White y Alabaster Silver Metallic. Los dos primeros colores, (Fiji blue y Habanero Red) eran exclusivos del modelo Si, el resto estaban disponibles en el resto de modelos no Si.

### Civic Si Sedan
Honda presentó el Civic Si Sedan para América del Norte en 2007. Anteriormente, solo en el mercado japonés se había ofrecido un sedán Si. El modelo sedan Si debutó en el Chicago Auto Show, mostrado con grandes llantas de aleación de 18 pulgadas como su homólogo cupé, junto con frenos Brembo de 4 pistones. La versión de producción carecía de esos detalles y el sedán Si es mecánicamente casi idéntico al cupé. Su rendimiento es más o menos equivalente al cupé Si. El aumento de peso de 27 kg se compensa con un frontal ligeramente más equilibrado (distribución del peso trasero de 60/40 para el sedán contra 61/39 para el cupé).

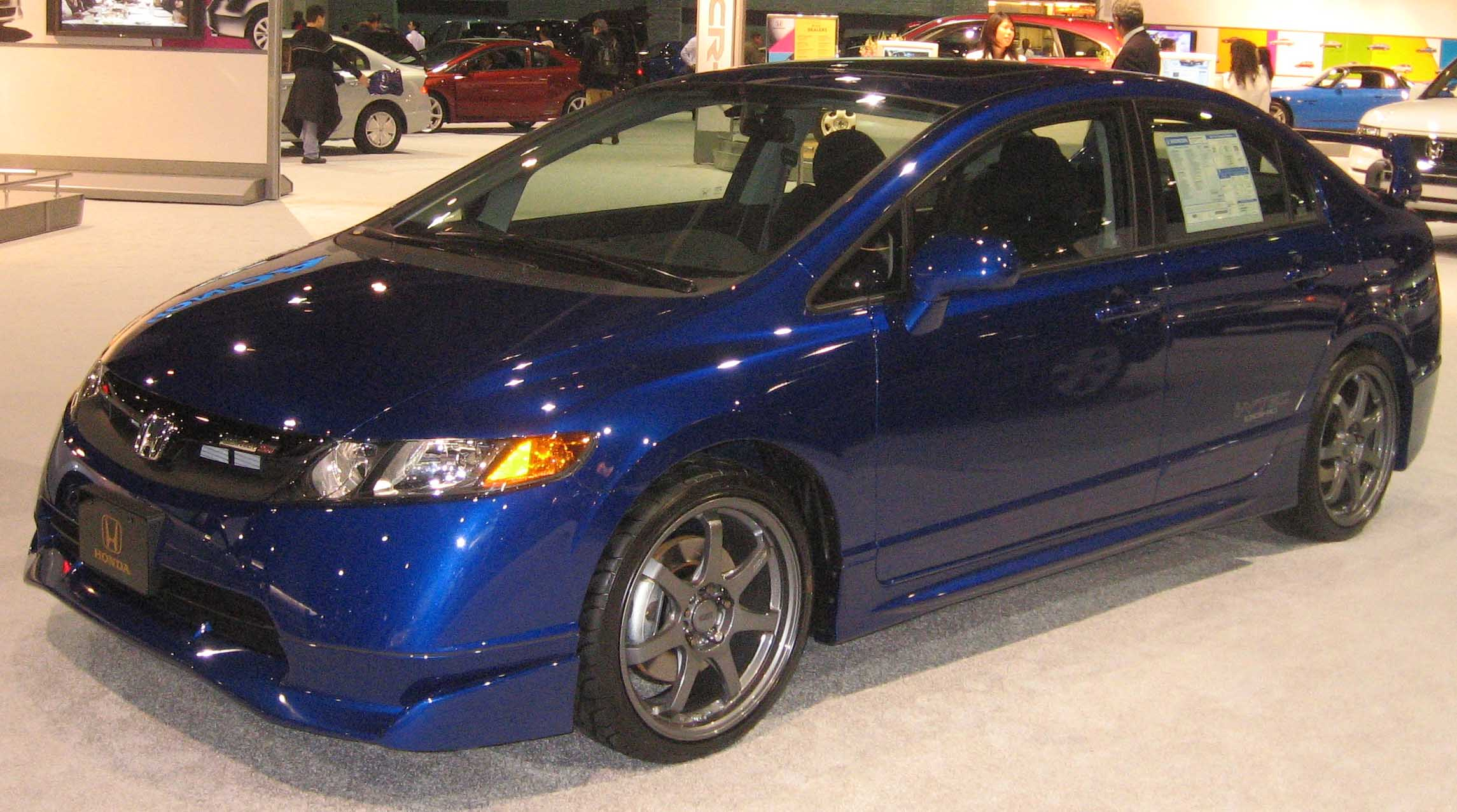
2008 Honda Civic Si MUGEN sedan

### Civic Mugen Si Sedan
El modelo del año 2008 tuvo una edición limitada Mugen Sedan Si, que fue anunciada en el Salón del Automóvil SEMA 2007. El sedán Mugen se produjo solo en color Fiji Blue Pearl y se ofreció con un escape y catalizador de alto flujo, suspensión deportiva configurada para correr, calandra exclusiva Mugen, un pomo de cambio exclusivo, insignias Si tanto dentro como fuera, llantas forjadas Mugen y un kit de carrocería Mugen diseñado a medida para el modelo americano. La producción fue limitada solo a 1000 unidades y el coche se vendió a un precio de 29,500$. Las pruebas realizadas por revista Car and Driver determinaron que la aceleración del Mugen Si era más o menos equivalente a la del Si cupé estándar.

### Actualización 2009
En 2009, el Si sufrió un lavado de cara. Este incluía un paragolpes delantero y parrilla nuevos, unas llantas de cinco radios de 17 pulgadas, faros antiniebla, una entrada USB para el equipo de audio con reproducción de MP3, intermitentes transparentes con bombillas naranjas delante y detrás, tercera luz de freno roja en el alerón trasero y un embellecedor cromado en el portón del maletero para el sedán. Se introdujeron varios colores nuevos en sustitución de los colores anteriormente similares. El Civic Si de 2010 tuvo cambios poco significativos, a excepción de una tapa de motor en negro (en lugar de plata).
a

## Quinta generación 2012-2016

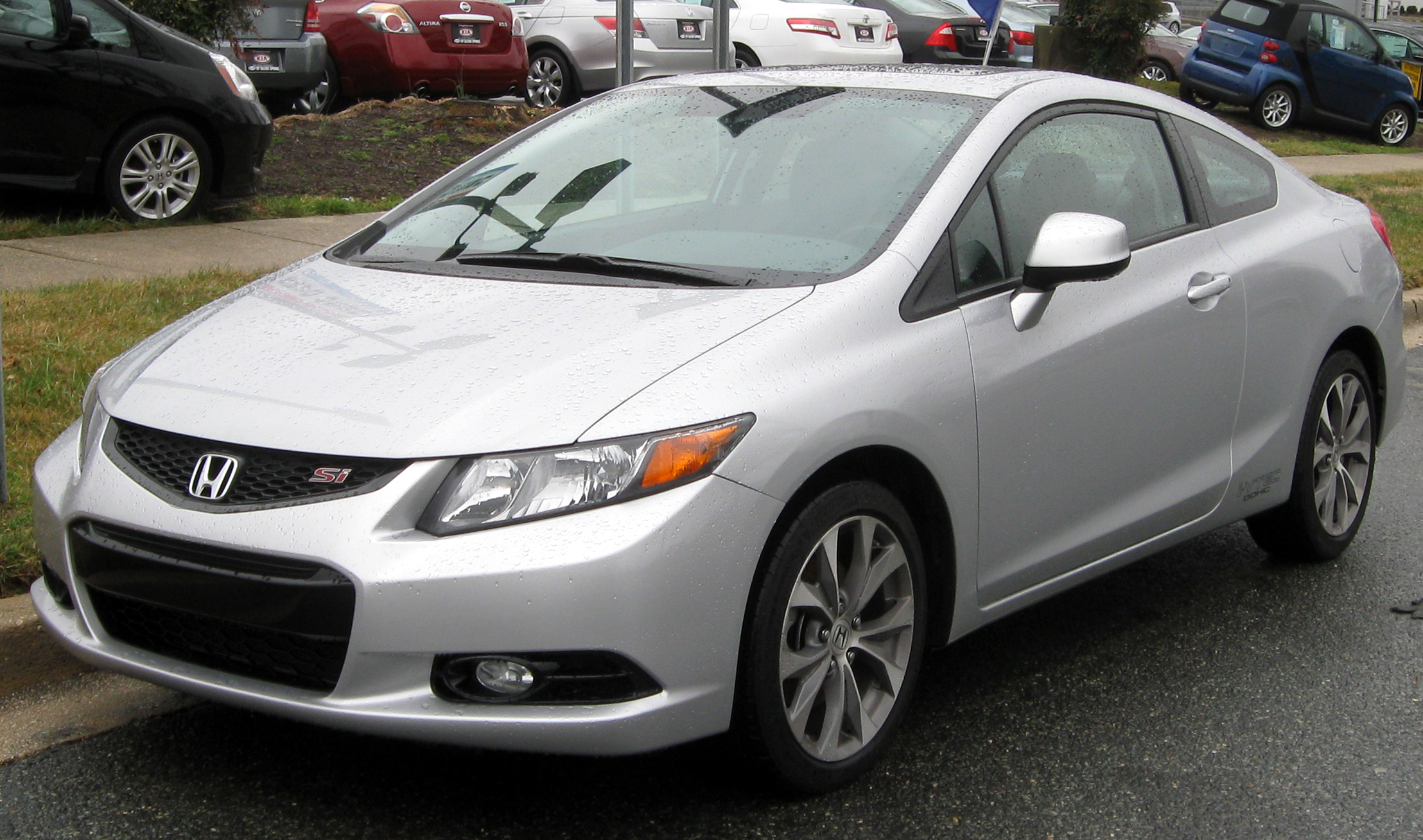
Honda Civic Si coupe (2012)

La novena generación del Civic Si se ofrece en un cupé y un sedán. El motor se ha actualizado desde la octava generación, se ha sustituido por otro de la serie K pero de mayor cilindrada, el denominado K24Z7, que tiene una cilindrada de 2.4L con una compresión de 11.0:1 (Es una versión de compresión más alta que en el Honda CR-V) y rinde una potencia de 201 CV y un par de 170 lb·ft (230 N·m) a 4.400 rpm. La línea roja se ha reducido a 7.000 rpm, con un corte de inyección a 7.200 rpm. La transmisión utilizada es una manual de 6 velocidades como única opción de transmisión disponible, pero equipada con un diferencial LSD helicoidal. El alerón trasero de la generación anterior se sustituye por un spoiler diferente para el portón trasero.
El interior del coche recibió cambios ligeros como una pantalla i- MID (Inteligent multi-information display) que indica las revoluciones y un medidor de potencia. Las barras estabilizadoras también han cambiado: La delantera pasa de 18 mm de diámetro a 28 mm y la trasera de 15 mm a 18 mm respecto a la octava generación. El chasis es más rígido y el peso en vacío es ligeramente más bajo que el modelo anterior. Al igual que la generación anterior, tiene un LSD helicoidal (Diferencial de Deslizamiento Limitado).
En el SEMA Show de 2011 en Las Vegas se anunció un HFP (Honda Factory Performance). Para esta versión del Civic se puso en venta en una producción limitada de piezas de alto rendimiento instaladas en el concesionario. La lista de piezas que se incluían era:
- Suspensión más baja
- Llantas 18" HFP Diamond Cut
- Michelin Pilot Super Sport en 215/40-18
- Kit de cuerpo completo incluyendo delantero, faldones laterales y traseras
- Emblemas HFP
- Alfombrillas HFP

En Canadá, la producción se limitó a 400 (200 cupés negros y 200 cupés blancos). En los EE. UU. la producción se limitó a 500 unidades, disponibles en todos los colores que Honda ofrecía el Civic Si cupé. Debido a las bajas ventas se detuvo su producción, siendo el modelo del 2015 el último hasta ahora.

## Cobertura mediática
Según informó la Oficina de Seguros de Canadá en un informe sobre los 10 vehículos más robados en 2005, en ella estaban el Honda Civic Si 2 puertas de 2000, el Honda Civic Si cupé de 1999, el Honda Civic Si Hatchback de 2 puertas de 1994 y el Honda civic Si Hatchback de 2 puertas de 1995 en los puestos 1, 2, 5 y 8 respectivamente. Sin embargo, debe tenerse en cuenta que la sexta y séptima generación del Civic Si era catalogado como Civic SiR en Canadá. El Si canadiense fue equivalente a un EX mercado de los EE. UU.